# Ротондо (Анкона)
Ротондо (итал. Rotondo) насеље је у Италији у округу Анкона, региону Марке.
Према процени из 2011. у насељу је живело 47 становника. Насеље се налази на надморској висини од 480 м.